# Jean-Pierre Malcher
Jean-Pierre Malcher (ur. 19 lutego 1950 roku w Paryżu) – francuski kierowca wyścigowy.

## Kariera
Malcher rozpoczął karierę w międzynarodowych wyścigach samochodowych w 1973 roku od startów w Francuskiej Formule Renault. Z dorobkiem dziesięciu punktów uplasował się tam na osiemnastej pozycji w klasyfikacji generalnej. W późniejszych latach Francuz pojawiał się także w stawce Europejskiej Formule Renault, 24-godzinnego wyścigu Le Mans, Europejskiej Formuły 3, Brytyjskiej Formuły 3 BARC, Francuskiej Formuły 3, French Touring Car Championship, World Touring Car Championship, European Touring Car Championship, Deutsche Tourenwagen Meisterschaft, Porsche 944 Turbo Cup France, French Supertouring Championship, Francuskiego Pucharu Porsche Carrera, Trophee Porsche Turbo Cup, Belgian Procar Touring Car Championship, Peugeot 905 Spider Cup, Porsche Supercup, Global GT Championship, French GT Championship oraz FIA GT Championship.